# Шарич, Иван Еванджелист
Иван Еванджелист Шарич (хорв. Ivan Evanđelist Šarić, 27 сентября 1871 года, Австро-Венгрия — 16 сентября 1960 года, Мадрид, Испания) — католический прелат, архиепископ Врхбосны с 2 мая 1922 года по 16 сентября 1960 год.

## Биография
С 1882 по 1889 год обучался в иезуитской гимназии в Травнике, после окончания которой поступил в семинарию. 27 сентября 1871 года Иван Еванджелист Шарич был рукоположён в диакона и 22 июля 1871 года — в сан священника. Обучался на факультете католической теологии университета Загреба, по окончании которого в 1898 году защитил научную степень доктора теологии.
27 апреля 1908 года Римский папа Пий X назначил Ивана Еванджелиста Шарича вспомогательным епископом Врхбосны и титулярным епископом Цезарополиса. 28 мая 1908 года состоялось рукоположение Ивана Еванджелиста Шарича в епископа, которое совершил архиепископ Врхбосны Йозеф Стадлер в сослужении с епископом Мостар-Дувно Пашкалом Буцоничем и титулярным епископом Данабы и апостольским администратором епархии Баня-Луки Марияном Марковичем.
После смерти архиепископа Йосипа Стадлера 8 декабря 1908 года Иван Еванджелист Шарич был назначен апостольским администратором архиепархии Врхбосны. 2 мая 1922 года Римский папа Бенедикт XV назначил Ивана Еванджелиста Шарича архиепископом Врхбосны.
Во время своего правления основал еженедельную католическую газету и перевёл Библию на хорватский язык.
Во время Второй мировой войны был сторонником усташей: в Сараево Шарич конфисковал всю частную собственность, принадлежавшую евреям, для использования в своих целях. 
Он писал в своих статьях следующее:

Есть предел любви. Движение за освобождение мира от евреев — движение за обновление человеческого достоинства. Всезнающий и всемогущий Господь стоит за этим движением.

Перед судом он так и не предстал, а по окончании войны эмигрировал в Австрию и затем — в Испанию, где проживал в Мадриде. В 1957 году был помещён в дом для престарелых и в течение последних трёх лет жизни был парализован. Скончался 16 июля 1960 года в Мадриде и был похоронен на кладбище Альмудена. 26 апреля 1997 года его останки были перенесены в Сараево и помещены в крипте церкви святого Иосифа.